# Garakahalli, Shrirangapattana
Garakahalli là một làng thuộc tehsil Shrirangapattana, huyện Mandya, bang Karnataka, Ấn Độ.